# Pet lakih komada
Pet lakih komada (eng. Five Easy Pieces) je američka drama iz 1970. godine koju su napisali Carole Eastman (pod pseudonimom Adrien Joyce) i Bob Rafelson, a koju je Rafelson i režirao. U filmu su glavne uloge ostvarili Jack Nicholson, Karen Black, Susan Anspach, Ralph Waite i Sally Struthers. 
Glavni lik radnje filma jest nabusiti radnik na naftnoj platformi, Bobby Dupea (Nicholson), čija je na prvi pogled prazna egzistencija zapravo paravan za njegovu privilegiranu mladost dok je bio čudo od djeteta svirajući klavir. Kada Bobby sazna da mu umire otac, vraća se kući kako bi ga posjetio, a putem povede i svoju trudnu djevojku, konobaricu Rayette (Black). Nicholson i Black bili su za svoje uloge nominirani za prestižnu nagradu Oscar. 
Film je 2000. godine izabran za očuvanje u Nacionalnom filmskom registru.

## Radnja
Bobby Dupea (Jack Nicholson) radi na naftnoj platformi u Kaliforniji skupa sa svojim prijateljem Eltonom (Bush) koji ima suprugu i malog sina. Većinu svog slobodnog vremena, Bobby provodi sa svojom djevojkom, konobaricom Rayette (Karen Black) čiji je san postati pjevačica country glazbe ili sa svojim prijateljem Eltonom s kojime odlazi na kuglanje, napija se i spava s drugim ženama. Očigledno je da Bobby nikome nije rekao da je on zapravo bivši klasični pijanist koji potječe iz ekscentrične obitelji glazbenika. 
Nakon što Rayette zatrudni, a njegovog prijatelja Eltona uhite zbog pljačke benzinske postaje koja se dogodila godinu dana ranije, Bobby daje otkaz i odlazi u Los Angeles gdje njegova sestra Partita (Lois Smith) - također pijanistica - upravo snima u studiju. Partita ga obavještava da je njihov otac, s kojim Bobby nije pričao godinama, jako bolestan. Nagovori ga da se vrati u obiteljski dom u državi Washington. 
Rayette prijeti da će počiniti samoubojstvo ako je Bobby ostavi pa je on vrlo nevoljko pozove da mu se pridruži na putovanju. Vozeći prema sjeveru njih dvoje pokupe dvije žene koje su se uputile prema Aljaski od kojih je jedna opsjednuta sa "smećem". Njih četvero u jednom trenutku završe u restoranu iz kojeg budu izbačeni nakon što Bobby započne raspravu s konobaricom koja ne želi zaprimiti njegovu posebnu narudžbu. Došavši do svoje destinacije, Bobby (kojem je neugodno što Rayette ne posjeduje manire ponašanja na koje su naučeni u njegovoj obitelji) ostavlja Rayette u obližnjem motelu prije nego dođe u obiteljsku kuću.
Uskoro se ponovno susretne s Partitom koja šiša njihovog oca pa Bobby u tom trenutku saznaje da je stari u gorem stanju nego što je ovaj očekivao da će biti. Za večerom Bobby upoznaje Catherine Van Oost (Susan Anspach), mladu pijanisticu koja se nalazi u vezi s njegovim bratom Carlom (Ralph Waite), violinistom. Karakternim razlikama unatoč, Catherine i Robert (kako ga ona zove) privuku jedno drugog i vode ljubav u njezinoj sobi.
Rayette uskoro dosadi biti samoj u motelu i nenajavljena dolazi na obiteljsko imanje. Njezino prisustvo stvara nezgodnu situaciju, a nakon što Samia - pompozna prijateljica obitelji - osramoti Rayette i njezino podrijetlo, Robert se postavlja zaštitnički i energično je brani. Jureći iz prostorije u potrazi za Catherine, on pronalazi medicinskog brata koji upravo daje masažu Partitiji. Ljutit, Robert se upušta u nepotrebnu tuču u kojoj vrlo brzo izgubi. 
Uskoro Bobby pokušava nagovoriti Catherine da pobjegne s njim, ali ga ona odbija vjerujući da Robert ne voli niti sebe niti bilo koga drugoga. Nakon što pokuša razgovarati sa svojim ocem (koji uopće nije u stanju voditi bilo kakav razgovor), Robert odlazi od kuće s Rayette koja mu se tijekom vožnje u automobilu počne seksualno nabacivati, ali je on agresivno odbije. U jednom trenutku njih dvoje s automobilom stanu na benzinskoj postaji - Rayette želi kupiti kavu pa joj Bobby daje svoj novčanik i nakon što je ona ode kupiti on je napušta, stopirajući i ušavši u kamion s vozačem koji se zapudio prema sjeveru, prema Kanadi.

## Glumačka postava
- Jack Nicholson kao Robert Eroica Dupea
- Karen Black kao Rayette Dipesto
- Susan Anspach kao Catherine Van Oost
- Lois Smith kao Partita Dupea
- Ralph Waite kao Carl Fidelio Dupea
- Billy Green Bush kao Elton
- Irene Dailey kao Samia Glavia
- Toni Basil kao Terry Grouse
- Helena Kallianiotes kao Palm Apodaca
- William Challee kao Nicholas Dupea
- John Ryan kao Spicer
- Fannie Flagg kao Stoney
- Marlena MacGuire kao Twinky
- Sally Ann Struthers kao Shirley "Betty"
- Lorna Thayer kao konobarica

## Glazba u filmu
Pet klasičnih pijanističkih izvedbi koje se čuju u filmu, a na koje sam naslov filma aludira su:
- Frederic Chopin: Fantaisie in F minor koju Bobby svira na kamionu.
- Johann Sebastian Bach: Chromatic Fantasia and Fugue koju svira Bobbyjeva sestra Partita u studiju.
- Wolfgang Amadeus Mozart: Piano Concerto No. 9 u E-molu kojeg sviraju Bobbyjev brat Carl i Catherine kada Bobby dođe u obiteljsku kuću.
- Frederic Chopin: Prelude u E-molu kojeg svira Bobby za Catherine.
- Wolfgang Amadeus Mozart: Fantasy u D-molu, K. 397.

## Kritike
Nakon što je započeo s kino distribucijom film je zaprimio hvalospjeve kritike, odlično prošao na kino blagajnama, a na popularnoj internet stranici Rotten Tomatoes ima 86% pozitivnih ocjena na temelju 35 zaprimljenih kritika. Odmah je postalo jasno da će po ovom filmu njegov redatelj Bob Rafelson ostati poznat. Prije njega uglavnom je snimao komedije dok se s filmom Pet lakih komada okrenuo drugoj strani mladosti, u ovom slučaju onih koji su ostavili dobar život iza sebe i nisu zbog toga zažalili.
Ovo je također film po kojem je Jack Nicholson postao poznat u holivudskim krugovima nakon njegove proslavljene, ali male uloge u filmu Easy Rider. Ubrzo su ga obasule ponude da glumi modernog mladog buntovnika s ili bez savjesti. Scena po kojoj je posebno ostao upamćen je ona u kojoj se svađa s konobaricom koja mu ne želi donijeti ono što on želi jesti (omlet, tost i pileću salatu), a u kojoj joj on govori da stavi piletinu "između svojih koljena". Nicholson i Rafelson poslije ovoga surađivat će na još četiri filma u sljedećih 26 godina. 
Prema podacima magazina Variety, film Pet lakih komada zaradio je 1,2 milijuna dolara u Sjevernoj Americi u videotekama 1970. godine.

## Nagrade i nominacije

### Oscar
Film Pet lakih komada imao je 4 nominacije za prestižnu filmsku nagradu Oscar, ali nije osvojio niti jednu.
- Najbolji film - Bob Rafelson i Richard Wechsler
- Najbolji glumac - Jack Nicholson
- Najbolja sporedna glumica - Karen Black
- Najbolji originalni scenarij - Bob Rafelson i Adrien Joyce

### Zlatni globus
Film Pet lakih komada imao je 5 nominacija za filmsku nagradu Zlatni globus, a osvojio je jednu.
- Najbolja sporedna glumica - Karen Black (izjednačena s Maureen Stapleton u filmu Aerodrom)
- Najbolji film (drama)
- Najbolja režija - Bob Rafelson
- Najbolji glumac (drama) - Jack Nicholson
- Najbolji scenarij - Bob Rafelson i Adrien Joyce

## Vanjske poveznice
- Pet lakih komada u internetskoj bazi filmova IMDb-a
- Pet lakih komada na Box Office Mojo
- Pet lakih komada na Rotten Tomatoes
- Roger Ebert on Five Easy Pieces  Arhivirana inačica izvorne stranice od 3. studenoga 2012. (Wayback Machine)
- Bright Lights Film Journal esej
- intervju sa scenaristicom Carol Eastman u časopisu Time  Arhivirana inačica izvorne stranice od 25. lipnja 2013. (Wayback Machine)
- Liner notes from the original Criterion Laserdisc  Arhivirana inačica izvorne stranice od 31. prosinca 2008. (Wayback Machine)
- "Five Easy Pieces turns 40" – Los Angeles Times
- Criterion Collection Essay autor Kent Jones
- Criterion Collection Essay autor Michael Dare
- Criterion Collection Essay autor J. Hoberman